# Calomicrus espanoli
Calomicrus espanoli là một loài bọ cánh cứng trong họ Chrysomelidae. Loài này được Codina Padilla miêu tả khoa học năm 1963.